# Council areas (Skotland)
Skotlands kommuner er administrative enheder som har overtaget efter de tidligere counties. I dag hedder de council areas efter en reform 1. april 1996.
De skotske kommuners opgaver omfatter bl.a. skoler, brandvæsen, sociale problemer og kultur.
Hver kommune ledes af et byråd (council), som vælges hvert fjerde år. Hidtil er byrådene blevet valgt ved flertalsvalg i enkeltmandskredse, men fra 2007 vil de blive valgt ved forholdstalsvalg.
En stor del af kommunernes indtægter består af overførsler fra den britiske stat, men en del kommer fra kommunalskatten (council tax), som opkræves pr. bolig, ikke pr. person, og dens størrelse afhænger da også af boligens værdi, ikke af beboernes indtægter. I Glasgow ligger den i 2006/2007 på mellem knap 9.000 og knap 26.000 kr. pr. år for fuldt betalende.

## Kommuner
| 1. Inverclyde 2. Renfrewshire 3. West Dunbartonshire 4. East Dunbartonshire 5. Glasgow 6. East Renfrewshire 7. North Lanarkshire 8. Falkirk 9. West Lothian 10. City of Edinburgh 11. Midlothian 12. East Lothian 13. Clackmannanshire 14. Fife 15. Dundee | 1. Angus 2. Aberdeenshire 3. Aberdeen 4. Moray 5. Highland 6. Na h-Eileanan Siar (Western Isles) 7. Argyll and Bute 8. Perth and Kinross 9. Stirling 10. North Ayrshire 11. East Ayrshire 12. South Ayrshire 13. Dumfries and Galloway 14. South Lanarkshire 15. Scottish Borders 16. Orkneyøerne 17. Shetlandsøerne |  |